# Index Librorum Prohibitorum
Index Librorum Prohibitorum ("popis zabranjenih knjiga") je popis publikacija koje je Katolička crkva cenzurirala zbog opasnosti za sebe i za vjeru svojih članova. Razne edicije također sadrže crkvena pravila koja se odnose na čitanje, prodavanje i cenzuriranje knjiga. Cilj je popisa bio zabrana čitanja nemoralnih knjiga ili djela koje sadrže teološke greške a i kako bi se onemogućilo iskvarivanje vjerne pastve. Popis nije po prirodi bio tek reaktivno djelo - katolički su autori imali mogućnosti braniti svoja pisanja i pripremiti novo izdanje s potrebnim korekcijama ili elizijama bilo u svrhu izbjegavanja zabrane ili njenog ograničenja. Poticala se cenzura prije publikacije.

## Neki istaknuti pisci navedeni u Index Librorum Prohibitorum
- Addison, Joseph
- Alembert, Jean le Rond d'
- Bacon, Francis
- Balzac, Honoré de
- Berkeley, George
- Bruno, Giordano
- Calvin, Jean
- Casanova, Giacomo
- Comte, Auguste
- Crijević Tuberon, Ludovik
- Darwin, Erasmus
- Defoe, Daniel
- Descartes, René
- Diderot, Denis
- Dumas, Alexandre (otac)
- Dumas, Alexandre (sin)
- Erazmo Roterdamski
- Eriugena, Ivan Skot
- Flaubert, Gustave
- France, Anatole
- Fridrik II. Veliki
- Galilei, Galileo
- Gibbon, Edward
- Gide, André
- Gioberti, Vincenzo
- Greene, Graham
- Heine, Heinrich
- Hobbes, Thomas
- Hugo, Victor
- Hume, David
- Jansen, Cornelius
- Kant, Immanuel
- Kazanzakis, Nikos
- Kopernik, Nikola
- Lamennais, Hugues Félicité Robert de
- Larousse, Pierre
- Leydecker, Melchior
- Locke, John
- Luther, Martin
- Machiavelli, Niccolò
- Maeterlinck, Maurice
- Majmonid
- Malebranche, Nicolas
- Marx, Karl
- Michelet, Jules
- Mill, John Stuart, Principles of Political Economy (hr. Načela političke ekonomije) (stavljeno na Index 1856.)[1]
- Milton, John
- Montesquieu, Charles-Louis de Secondat
- Moravia, Alberto
- Novotny, Rudolf
- Pascal, Blaise
- Rabelais, François
- Renan, Ernest
- Richardson, Samuel
- Rousseau, Jean-Jacques
- Sand, George
- Sartre, Jean-Paul
- Spinoza, Baruch de
- Sterne Laurence
- Swedenborg, Emanuel
- Swift, Jonathan
- Velde, Theodoor Hendrik van de
- Voltaire
- Walschap, Gerard
- Zola, Émile
- Zwingli, Huldrych
- Kokslap, Meh